# Ingeburgerde plant
Ingeburgerde planten kunnen zich op eigen kracht en zonder hulp van de mens handhaven, en ze hebben een vaste plaats in de huidige vegetatie. Ze kunnen in verschillende mate zijn ingeburgerd. De gradaties van inburgering lopen van "niet ingeburgerd", via  "in de actuele vegetatie, maar niet in de tegenwoordige potentieel natuurlijke vegetatie" naar "in de tegenwoordige potentieel natuurlijke vegetatie" tot "oorspronkelijk inheems". Dit geeft de natuurlijkheid van het voorkomen van de soort het beste weer.

## Onderverdeling
Tot de ingeburgerde planten behoren drie verschillende groepen: autochtone of oorspronkelijk inheemse planten, agriofyten en epoecofyten.

### Oorspronkelijk inheemse planten
Idiochorofyten, autochtone of oorspronkelijk inheemse planten zijn soorten van de oorspronkelijke vegetatie, die zich na de ijstijden spontaan hebben gevestigd.

### Agriofyten
Daarnaast zijn er de agriofyten, die zich in de tegenwoordige potentieel natuurlijke vegetatie een plaats hebben veroverd, die zij nog niet hadden in de oorspronkelijke vegetatie.
Voorbeelden van agriofyten zijn: kalmoes (Acorus calamus), Amerikaans krentenboompje (Amelanchier lamarckii), tamme kastanje (Castanea sativa), brede waterpest (Elodea canadensis), klein springzaad (Impatiens parviflora), Canadese guldenroede (Solidago canadensis), late guldenroede (S. gigantea), cranberry (Oxycoccus macrocarpos).

### Epoecofyten
Epoecofyten (ep-oecofyten) zijn planten die zich een plaats veroverd hebben in de actuele vegetatie, maar niet in de tegenwoordige potentieel natuurlijke vegetatie. Eventueel kunnen deze soorten invasief worden en door hun aanwezigheid of door de groei van hun populaties een bedreiging vormen van inheemse planten. 
Voorbeelden van epoecofyten zijn brave hendrik (Chenopodium bonus-henricus), Canadese fijnstraal (Erigeron canadensis), doornappel (Datura stramonium), tuinwolfsmelk (Euphorbia peplus), schijfkamille (Matricaria discoidea), middelste teunisbloem (Oenothera biennis), draadereprijs (Veronica filiformis), grote ereprijs (V. persica).
Voorbeelden van invasieve exoten zijn: reuzenberenklauw (Heracleum mantegazzianum), brede waterpest (Elodea canadensis) en reuzenbalsemien of springbalsemien (Impatiens glandulifera).

### Niet-ingeburgerd
Planten die zich niet gevestigd hebben worden verdeeld in efemerofyten (planten die in het wild voorkomen, maar weer verdwijnen doordat ze zich op eigen kracht zonder hulp van de mens niet kunnen handhaven, en geen vaste plaats in de vegetatie hebben, bijvoorbeeld niet-winterharde planten) en ergasiofyten of cultuurplanten (de in cultuur genomen en eventueel veredelde planten).